# Trattato italo-coreano del 1884
Il trattato italo-coreano del 1884 fu un trattato negoziato tra il Regno d'Italia e la Corea della dinastia Joseon, avvenuto all'interno del periodo dei cosiddetti trattati ineguali. Fu firmato il 26 giugno 1884 da parte di Ferdinando De Luca che rappresentava l'Italia e Kim Byeong-shi che rappresentava la Corea.

## Storia
Nel 1876, la Corea era stata costretta a stipulare un trattato commerciale con il Giappone dopo che le navi giapponesi avevano circondato la baia di Ganghwado, minacciando di sparare sulla capitale coreana. Questo episodio segnò l'inizio di una politica di espansione delle potenze straniere verso la Cina e la Corea; trattati simili verranno in seguito siglati da altri paesi occidentali.
Nel 1882, gli Stati Uniti conclusero un trattato simile, che in seguito verrà usato come modello per i successivi negoziati con le altre potenze occidentali.
Il trattato siglato tra il Regno d'Italia e la Corea si sviluppava in più articoli, sulla traccia dei modelli già realizzati con altre potenze straniere.
I ministri da parte italiana e coreana avrebbero dovuto, a norma del trattato, siglare di persona per le rispettive nazioni; ma questo compito fu delegato al console generale di Shanghai, in Cina.
Il trattato è rimasto in vigore anche dopo l'invasione giapponese del 1905.